# Олендорф
Олендорф (њем. Ollendorf) општина је у њемачкој савезној држави Тирингија. Једно је од 55 општинских средишта округа Земерда. Према процјени из 2010. у општини је живјело 441 становника. Посједује регионалну шифру (AGS) 16068039.

## Географски и демографски подаци
Олендорф се налази у савезној држави Тирингија у округу Земерда. Општина се налази на надморској висини од 212 метара. Површина општине износи 9,2 km². У самом мјесту је, према процјени из 2010. године, живјело 441 становника. Просјечна густина становништва износи 48 становника/km².